# El don de la vida
El don de la vida es una novela del escritor colombiano Fernando Vallejo. Fue publicada por la editorial Alfaguara en marzo de 2010, después de su diatriba antieclesiástica La puta de Babilonia. Su anterior novela fue Mi hermano el alcalde de 2004.

## Trama
El texto se basa en el contenido de una libreta y en los comentarios que al respecto el protagonista, su propietario y redactor, cruza con otro interlocutor. En ella ha escrito el nombre de las personas que vio en el transcurso de su vida "con sus propios ojos", y que ya están muertas. El título es irónico, pues desde el punto de vista del narrador quienes están en sus páginas han sido en realidad bendecidos por la muerte. Hay anotados algunos centenares de nombres, en un elenco compuesto por familiares, amigos más o menos cercanos del protagonista, y personalidades nacionales e internacionales. El protagonista y el desconocido, que luego se dará a conocer como la Muerte, departen en una banca del Parque de Bolívar. Algunos de sus comentarios tratan de hecho sobre la cercana Catedral Metropolitana, uno de los símbolos de Medellín, ciudad que en el texto aparece como ya muerta.

## Temas
El texto está dedicado a un examen interdisciplinario y desde múltiples registros del tema de la muerte, que es central en la obra del autor y asimismo protagonista y eje estructurante de Entre fantasmas y La rambla paralela.
El don de la vida es también un alegato a favor de la pederastia, pero no se suma a satanización por esa causa de la Iglesia católica que por otras causas sí condena con severidad. De hecho, la novela es en buena medida una diatriba contra las autoridades, en particular los altos jerarcas políticos y religiosos, como los papas o los presidentes de Colombia. También se lanzan duras críticas e invectivas contra figuras ampliamente reconocidas y apreciadas de la ciencia y de la literatura, como Einstein, Borges, García Lorca, Shakespeare, García Márquez o Gandhi.
En el texto se retoman en fin otros temas centrales de la obra de Vallejo, como la promoción ética del vegetarianismo o la defensa de los derechos de los animales.
El lenguaje utilizado en el libro tiene la marca de la oralidad, en particular de los comerciantes locales conocidos como culebreros, sin perjuicio del empleo de las figuras y dispositivos estéticos que el autor ya había descrito en Logoi. En su confrontación al espíritu biempensante, el narrador y el protagonista sulen emplear palabrotas, en particular de la variante del español empleada en la región paisa.